# Jacques Cortès
Pour les articles homonymes, voir Cortés.
Jacques Cortès, né le 30 juillet 1935 à Constantine, dans le département de Constantine qui était alors l’un des départements français d’Algérie, est un universitaire et linguiste français.
Spécialiste en didactologie des langues et des cultures, professeur à l'Ecole Normale Supérieure de Saint Cloud, directeur du Centre de recherche et d'étude pour la diffusion du français et professeur émérite en sciences du langage de l'université de Rouen, il est considéré comme une des personnalités déterminantes dans l'émergence du Français Langue Etrangère (FLE) en tant qu'objet d'étude et de formation autonome, notamment à la suite de sa participation aux travaux de la commission Auba en 1981 puis de la création du Gerflint en 1999.
Jacques Cortès a assuré la responsabilité de l'organisation du premier colloque franco-japonais consacré à l'enseignement de la langue française au Japon, qui s'est tenu du 21 avril au 16 mai 1970, sous l'autorité de l'ambassadeur de France au Japon, Louis de Guiringaud.
Au cours de sa carrière, il a multiplié les missions et les conférences à l'étranger, contribuant activement à la diffusion et à la valorisation du français dans de nombreux pays (Brésil, Pérou, Etats-Unis, Pays baltes, Pologne, Grèce, Algérie, Maroc, Sénégal, Koweït, Arabie Saoudite, Cambodge...). Son expertise l’a conduit à intervenir dans des universités et institutions prestigieuses à travers le monde, où il a partagé ses recherches et ses méthodes innovantes en didactique des langues. Ces échanges internationaux ont non seulement renforcé la coopération universitaire mais ont également permis de faire évoluer les pratiques pédagogiques du Français Langue Étrangère à l’échelle globale.

## Biographie
Jacques Cortès a d'abord été instituteur en Algérie où il avait suivi les cours des écoles normales d'instituteurs de Constantine puis d'Oran. Après une licence de lettres à l'université de Rennes, il part pour le Japon pour y enseigner la littérature et la langue française au lycée français de Tokyo et à l'université Chūō. Il s'intéresse aussi à la formation des enseignants de français et organise le premier colloque franco-japonais consacré à l'enseignement du français dans ce pays. 
Il rédige un mémoire de maîtrise qui traite de la syntaxe des propositions temporelles dans un roman de Chrétien de Troyes : Perceval le Gallois ou le Conte du Graal. Son doctorat, passé en 1970 sous la direction de Jean Gagnepain, a aussi pour objet la syntaxe (thèse intitulée La Fonction adjective dans le français contemporain : Essai de définition structurale).
Son œuvre majeure du point de vue académique est sa participation à la Grammaire fonctionnelle du français, écrite entre autres avec André Martinet et publiée par les éditions Didier en 1979. L'intégralité de sa théorie de l'adjectif en constitue une partie intégrante.
Parallèlement à ses travaux universitaires, il joue un grand rôle dans les structures académiques d'enseignement et de recherche. Après avoir été en poste au Maroc (université de Rabat) et à Kinshasa (pour l'UNESCO), il prend un poste au Centre de recherche et d'étude pour la diffusion du français (CREDIF) de l'École normale supérieure de Saint-Cloud, dont il est directeur-adjoint puis directeur pendant neuf ans. Il est l'auteur ou favorise la publication de nouvelles méthodes de Français langue étrangère (FLE), dont Le Machin (4 tomes) qui s'adresse à un public de débutants ayant de l'intérêt pour la technologie, les manuels Interlignes et Archipel. Il lance, en collaboration avec l'Alliance française, la publication du magazine Reflets, puis l'édition de deux collections très importantes pour le développement du FLE : Essais et LAL aux éditions Hatier. Il crée aussi pour la Mission laïque française (MLF) le magazine Pages d'écritures édité notamment pour le réseau américain de cet organisme.
En 1981, Alain Savary, ministre de l’Éducation nationale, le nomme membre de la commission Auba et il organise une enquête dont le but est d'évaluer le niveau de l'enseignement du FLE dans les universités. Le rapport qui paraît à la suite de cette enquête contribue à l'instauration en France des filières universitaires de FLE (création des mentions de licence et des maîtrises).
En 1999, il crée le  Gerflint (Groupe d’études et de recherches pour le français langue internationale), qu'il préside. Le principe fondateur du Gerflint, dont le président d'honneur est Edgar Morin, est la défense de la recherche scientifique francophone dans l’ensemble des sciences humaines. Il a pour vocation de promouvoir le dialogue entre les disciplines, les langues et les cultures, et existe actuellement dans une trentaine de pays. Il édite une trentaine de revues dans le cadre de son programme mondial de diffusion scientifique francophone en réseau : les revues Synergies, intégralement accessibles en ligne.

## Publications
Jacques Cortès est l'auteur de nombreux articles parus notamment dans Le Français dans le monde, Études de linguistique appliquée et dans les revues Synergies du Gerflint.
Il a contribué à des ouvrages collectifs, notamment :
- André Martinet et alii, Grammaire fonctionnelle du français, Didier-Hatier/CREDIF, 1979  (ISBN 978-2-278-03270-9)
- Le machin (matériel d'apprentissage du français pour débutants avancés s'intéressant aux domaines de la technologie), Didier, 1980
- Jacques Cortès, Jean-Baptiste Marcellesi, Louis Guespin, Louis Porcher, Jean-Luc Descamps, Henri Besse, Chantal Forestal, Une introduction à la recherche scientifique en didactique des langues, Didier-Hatier/CREDIF, 1994  (ISBN 978-2-278-03747-6), collect. Essais
- Apprentissage d'une langue étrangère/seconde, Vol. 3, De Boeck Université, 2003  (ISBN 978-2-80414277-3)
- Les enjeux de la Laïcité à l'ère de la diversité culturelle planétaire, 2014, Collection Essais francophones, Gerflint.

## Distinctions
- 2010 : docteur honoris causa des universités de Cracovie[4]  et de Tallinn[5]
- Chevalier de l'ordre des Palmes académiques
- Chevalier de l'ordre national du Mérite
- Chevalier de la Légion d'honneur (promotion 2010[6])